# Rudolftoppen
Rudolftoppen est une montagne sur l'île Jan Mayen. Il a une altitude de 769 mètres et constitue le plus haut sommet de la partie sud de l'île.